# UEFA Europa League 2025-2026
L'UEFA Europa League 2025-2026 è la 55ª edizione (la 2ª con la formula attuale) della UEFA Europa League (già Coppa UEFA), organizzata dalla UEFA. Il torneo è iniziato il 10 luglio 2025 e si concluderà il 20 maggio 2026 con la finale allo stadio Vodafone Arena di Istanbul, in Turchia. I vincitori di questa edizione otterranno la possibilità di sfidare i vincitori della UEFA Champions League 2025-2026 nella Supercoppa UEFA 2026, e la possibilità di partecipare alla fase campionato della UEFA Champions League 2026-2027.
Il Tottenham è la squadra campione in carica, avendo vinto l'edizione precedente.

## Squadre partecipanti
Un totale di 78 squadre tra le 33 e le 40 delle 55 associazioni affiliate all'UEFA parteciperanno alla competizione secondo la seguente tabella:
| Posizione della federazione in base al coefficiente UEFA per nazioni | Numero di squadre partecipanti |
| -------------------------------------------------------------------- | ------------------------------ |
| 1-12                                                                 | 2                              |
| 13-33                                                                | 1                              |

In aggiunta, 32 squadre eliminate nei turni di qualificazione di Champions League verranno trasferite in Europa League. A partire dall'edizione 2024-2025, non ci sono più retrocessioni dalla Champions League all'Europa League e dall'Europa League alla Conference League.
La vincitrice della UEFA Conference League 2024-2025 ha un posto garantito per la fase campionato.
|                                 |                                 | Squadre che accedono nel turno | Squadre provenienti dal turno precedente             | Squadre provenienti dalla Champions League |
| ------------------------------- | ------------------------------- | --- | ---------------------------------------------------- | --- |
| Primo turno di qualificazione   | Primo turno di qualificazione   | - 16 vincitori della coppa nazionale dalle federazioni 17-33                                                                                               |                                                      | |
| Secondo turno di qualificazione | Secondo turno di qualificazione | - 1 vincitore della coppa nazionale dalla federazione 16 - 6 terze classificate dalle federazioni 7-12 - 1 quarta classificata dalla federazione 6         | - 8 vincitori del primo turno di qualificazione      | |
| Terzo turno di qualificazione   | Campioni                        | |                                                      | - 12 eliminate del secondo turno Campioni di Champions League |
| Terzo turno di qualificazione   | Piazzate                        | - 3 vincitori della coppa nazionale dalle federazioni 13-15                                                                                                | - 8 vincitori dal secondo turno di qualificazione    | - 3 eliminate dal secondo turno Piazzate di Champions League |
| Spareggi                        | Spareggi                        | - 5 vincitori della coppa nazionale dalle federazioni 8-12                                                                                                 | - 13 vincitori del terzo turno di qualificazione     | - 6 eliminate del terzo turno Campioni di Champions League |
| Fase campionato                 | Fase campionato                 | - Detentore del titolo di Europa Conference League - 7 vincitori della coppa nazionale dalle federazioni 1-7 - 5 quinte classificate dalle federazioni 1-5 | - 12 vincitori degli spareggi                        | - 5 eliminate degli spareggi Campioni di Champions League - 4 eliminate del terzo turno Piazzate di Champions League - 2 eliminate degli spareggi Piazzate di Champions League |
| Fase a eliminazione diretta     | Spareggi                        | | - 16 Squadre classificate 9-24 nella fase campionato | |
| Fase a eliminazione diretta     | Ottavi di finale                | - Squadre classificate 1-8 nella fase campionato | - 8 vincitori degli spareggi                         | |
| Fase a eliminazione diretta     | Quarti di finale                | | - 8 vincitori degli ottavi di finale                 | |
| Fase a eliminazione diretta     | Semifinali                      | | - 4 vincitori dei quarti di finale                   | |
| Fase a eliminazione diretta     | Finale                          | | - 2 vincitori delle semifinali                       | |

Nel caso in cui la vincitrice della Conference League si sia qualificata alla Champions League o alla Europa League tramite il proprio campionato:
- La squadra nelle qualificazioni con il maggior coefficiente UEFA accederà direttamente alla fase campionato.

### Ranking delle federazioni
Per la UEFA Europa League 2024-2025, le associazioni avranno un numero di squadre determinato dal coefficiente UEFA del 2024, che prende in esame le loro prestazioni nelle competizioni europee dalla stagione 2019-2020 alla stagione 2023-2024. Oltre alla ripartizione dei posti spettanti elencata nella tabella, le federazioni possono avere un posto supplementare nel caso in cui il vincitore della Champions League o della Europa League non dovessero qualificarsi tramite il proprio campionato.
| Rank | Federazione     | Coeff.  | Squadre |
| ---- | --------------- | ------- | ------- |
| 1    | Inghilterra     | 104.303 | 2       |
| 2    | Italia          | 90.284  | 2       |
| 3    | Spagna          | 89.489  | 2       |
| 4    | Germania        | 86.624  | 2       |
| 5    | Francia         | 66.831  | 2       |
| 6    | Paesi Bassi     | 61.300  | 2       |
| 7    | Portogallo      | 56.316  | 2       |
| 8    | Belgio          | 48.800  | 2       |
| 9    | Turchia         | 38.600  | 2       |
| 10   | Repubblica Ceca | 36.050  | 2       |
| 11   | Scozia          | 36.050  | 2       |
| 12   | Svizzera        | 32.975  | 2       |
| 13   | Austria         | 32.600  | 1       |
| 14   | Norvegia        | 31.625  | 1       |
| 15   | Grecia          | 31.525  | 1       |
| 16   | Danimarca       | 31.450  | 1       |
| 17   | Israele         | 31.125  | 1       |
| 18   | Ucraina         | 28.000  | 1       |
| 19   | Serbia          | 27.775  | 1       |

| Rank | Federazione | Coeff. | Squadre |
| ---- | ----------- | ------ | ------- |
| 20   | Croazia     | 25.525 | 1       |
| 21   | Polonia     | 25.375 | 1       |
| 22   | Russia      | 22.965 | 0       |
| 23   | Cipro       | 22.100 | 1       |
| 24   | Ungheria    | 21.875 | 1       |
| 25   | Svezia      | 21.500 | 1       |
| 26   | Romania     | 21.375 | 1       |
| 27   | Bulgaria    | 20.375 | 1       |
| 28   | Azerbaigian | 20.125 | 1       |
| 29   | Slovacchia  | 19.625 | 1       |
| 30   | Slovenia    | 13.250 | 1       |
| 31   | Moldavia    | 13.125 | 1       |
| 32   | Kosovo      | 11.541 | 1       |
| 33   | Kazakistan  | 11.500 | 1       |
| 34   | Finlandia   | 11.125 | 0       |
| 35   | Irlanda     | 10.875 | 0       |
| 36   | Armenia     | 10.625 | 0       |
| 37   | Lettonia    | 10.625 | 0       |
| 38   | Fær Øer     | 10.375 | 0       |

| Rank | Federazione          | Coeff. | Squadre |
| ---- | -------------------- | ------ | ------- |
| 39   | Bosnia ed Erzegovina | 10.000 | 0       |
| 40   | Liechtenstein        | 10.000 | 0       |
| 41   | Islanda              | 9.583  | 0       |
| 42   | Irlanda del Nord     | 9.208  | 0       |
| 43   | Lussemburgo          | 8.625  | 0       |
| 44   | Lituania             | 8.500  | 0       |
| 45   | Malta                | 8.250  | 0       |
| 46   | Georgia              | 7.625  | 0       |
| 47   | Albania              | 7.375  | 0       |
| 48   | Estonia              | 7.207  | 0       |
| 49   | Bielorussia          | 6.625  | 0       |
| 50   | Macedonia del Nord   | 6.000  | 0       |
| 51   | Andorra              | 5.598  | 0       |
| 52   | Galles               | 5.791  | 0       |
| 53   | Montenegro           | 5.708  | 0       |
| 54   | Gibilterra           | 4.957  | 0       |
| 55   | San Marino           | 1.832  | 0       |

### Squadre partecipanti
Tra parentesi viene indicata la modalità secondo cui le squadre hanno ottenuto la qualificazione.
- CON-Vincitore della Conference League
- CW-Vincitore della coppa nazionale o della coppa di lega
- UCL-Squadre partecipanti provenienti dalla UEFA Champions League
  - PO-Perdenti nel turno degli spareggi
  - Q3-Perdenti nel terzo turno
  - Q2-Perdenti nel secondo turno

Le squadre in corsivo possono ancora qualificarsi per la Champions League.
| Fase campionato                 | Fase campionato           | Fase campionato      | Fase campionato        |
| ------------------------------- | ------------------------- | -------------------- | ---------------------- |
| Aston Villa (6º)                | Nottingham Forest (7º)    | Bologna (CW)         | Roma (5º)              |
| Betis (6º)                      | Celta Vigo (7º)           | Stoccarda (CW)       | Friburgo (5º)          |
| Lilla (5º)                      | Olympique Lione (6º)      | Go Ahead Eagles (CW) | Porto (3º)             |
| Dinamo Zagabria (2º)            | (UCL PO)                  | (UCL PO)             | (UCL PO)               |
| (UCL PO)                        | (UCL PO)                  | (UCL PO)             | (UCL PO)               |
| Viktoria Plzeň (UCL Q3)         | Salisburgo (UCL Q3)       | Nizza (UCL Q3)       | Feyenoord (UCL Q3)     |
| Spareggi                        |                           |                      |                        |
| Genk (3º)                       | Samsunspor (3º)           | Sigma Olomouc (CW)   | Aberdeen (CW)          |
| Young Boys (3º)                 | Škendija ( UCL Q3)        | Malmö FF (UCL Q3)    | Dinamo Kiev (UCL Q3)   |
| Slovan Bratislava (UCL Q3)      | Lech Poznań (UCL Q3)      | Ludogorec (UCL Q3)   |                        |
| Terzo turno                     |                           |                      |                        |
| Campioni                        | Campioni                  | Piazzate             | Piazzate               |
| KuPS (UCL Q2)                   | Ħamrun Spartans (UCL Q2)  | Wolfsberger (CW)     | Fredrikstad (CW)       |
| Drita (UCL Q2)                  | Zrinjski Mostar (UCL Q2)  | PAOK (3º)            | Brann (UCL Q2)         |
| Lincoln Red Imps (UCL Q2)       | Shelbourne (UCL Q2)       | Servette (UCL Q2)    | Panathīnaïkos (UCL Q2) |
| FCSB (UCL Q2)                   | RFS Riga (UCL Q2)         |                      |                        |
| Rijeka (UCL Q2)                 | Maccabi Tel Aviv (UCL Q2) |                      |                        |
| Breiðablik (UCL Q2)             | Noah (UCL Q2)             |                      |                        |
| Secondo turno di qualificazione |                           |                      |                        |
| Utrecht (4º)                    | Braga (4º)                | Anderlecht (4º)      | Beşiktaş (4º)          |
| Baník Ostrava (3º)              | Hibernian (3º)            | Lugano (4º)          | Midtjylland (2º)       |
| Primo turno di qualificazione   |                           |                      |                        |
| Hapoel Be'er Sheva (CW)         | Šachtar (CW)              | Partizan (2º)        | Legia Varsavia (CW)    |
| AEK Larnaca (CW)                | Paks (CW)                 | Häcken (CW)          | CFR Cluj (CW)          |
| Levski Sofia (2º)               | Sabah (CW)                | Spartak Trnava (CW)  | Celje (CW)             |
| Sheriff Tiraspol (CW)           | Prishtina (CW)            | Aqtöbe (CW)          | Ilves (2°)             |

## Date
Il programma della competizione è il seguente. Tutti i sorteggi si tengono nel quartier generale dell'UEFA a Nyon, tranne quello della fase campionato a Monaco. Le partite sono programmate per il giovedì, tranne la finale che si terrà di mercoledì, a meno di conflitti di programmazione con altre partite che potrebbero portare all'anticipo di martedì o mercoledì.
| Fase                        | Turno            | Sorteggio               | Andata                                        | Ritorno                                       |
| --------------------------- | ---------------- | ----------------------- | --------------------------------------------- | --------------------------------------------- |
| Qualificazioni              | Primo turno      | 17 giugno 2025 (Nyon)   | 10 luglio 2025                                | 17 luglio 2025                                |
| Qualificazioni              | Secondo turno    | 18 giugno 2025 (Nyon)   | 24 luglio 2025                                | 31 luglio 2025                                |
| Qualificazioni              | Terzo turno      | 21 luglio 2025 (Nyon)   | 5-6-7 agosto 2025                             | 12-14 agosto 2025                             |
| Qualificazioni              | Spareggi         | 4 agosto 2025 (Nyon)    | 21 agosto 2025                                | 27-28 agosto 2025                             |
| Fase campionato             | Prima giornata   | 29 agosto 2025 (Monaco) | 24-25 settembre 2025                          | 24-25 settembre 2025                          |
| Fase campionato             | Seconda giornata | 29 agosto 2025 (Monaco) | 2 ottobre 2025                                | 2 ottobre 2025                                |
| Fase campionato             | Terza giornata   | 29 agosto 2025 (Monaco) | 23 ottobre 2025                               | 23 ottobre 2025                               |
| Fase campionato             | Quarta giornata  | 29 agosto 2025 (Monaco) | 6 novembre 2025                               | 6 novembre 2025                               |
| Fase campionato             | Quinta giornata  | 29 agosto 2025 (Monaco) | 27 novembre 2025                              | 27 novembre 2025                              |
| Fase campionato             | Sesta giornata   | 29 agosto 2025 (Monaco) | 11 dicembre 2025                              | 11 dicembre 2025                              |
| Fase campionato             | Settima giornata | 29 agosto 2025 (Monaco) | 22 gennaio 2026                               | 22 gennaio 2026                               |
| Fase campionato             | Ottava giornata  | 29 agosto 2025 (Monaco) | 29 gennaio 2026                               | 29 gennaio 2026                               |
| Fase a eliminazione diretta | Spareggi         | 30 gennaio 2026 (Nyon)  | 19 febbraio 2026                              | 26 febbraio 2026                              |
| Fase a eliminazione diretta | Ottavi di finale | 27 febbraio 2026 (Nyon) | 12 marzo 2026                                 | 19 marzo 2026                                 |
| Fase a eliminazione diretta | Quarti di finale | 27 febbraio 2026 (Nyon) | 9 aprile 2026                                 | 16 aprile 2026                                |
| Fase a eliminazione diretta | Semifinali       | 27 febbraio 2026 (Nyon) | 30 aprile 2026                                | 7 maggio 2026                                 |
| Fase a eliminazione diretta | Finale           | 27 febbraio 2026 (Nyon) | 20 maggio 2026 alla Vodafone Arena (Istanbul) | 20 maggio 2026 alla Vodafone Arena (Istanbul) |

## Partite

### Qualificazioni

#### Primo turno di qualificazione
Le squadre eliminate vengono trasferite nel percorso Piazzate del secondo turno di qualificazione della UEFA Conference League.
| Squadra 1        | Totale          | Squadra 2          | Andata | Ritorno     |
| ---------------- | --------------- | ------------------ | ------ | ----------- |
| Šachtar          | 6 - 0           | Ilves              | 6 - 0  | 0 - 0       |
| Sheriff Tiraspol | 5 - 2           | Prishtina          | 4 - 0  | 1 - 2       |
| Spartak Trnava   | 2 - 3           | Häcken             | 0 - 1  | 2 - 2       |
| Sabah            | 5 - 6           | Celje              | 2 - 3  | 3 - 3 (dts) |
| Legia Varsavia   | 2 - 0           | Aqtöbe             | 1 - 0  | 1 - 0       |
| Levski Sofia     | 1 - 1 (3-1 dtr) | Hapoel Be'er Sheva | 0 - 0  | 1 - 1 (dts) |
| AEK Larnaca      | 2 - 2 (6-5 dtr) | Partizan           | 1 - 0  | 1 - 2 (dts) |
| Paks             | 0 - 3           | CFR Cluj           | 0 - 0  | 0 - 3       |

#### Secondo turno di qualificazione
Le squadre eliminate vengono trasferite nel percorso Piazzate del terzo turno di qualificazione della UEFA Conference League.
| Squadra 1        | Totale          | Squadra 2      | Andata | Ritorno     |
| ---------------- | --------------- | -------------- | ------ | ----------- |
| Lugano           | 0 - 1           | CFR Cluj       | 0 - 0  | 0 - 1 (dts) |
| Celje            | 2 - 3           | AEK Larnaca    | 1 - 1  | 1 - 2       |
| Levski Sofia     | 0 - 1           | Braga          | 0 - 0  | 0 - 1 (dts) |
| Baník Ostrava    | 3 - 4           | Legia Varsavia | 2 - 2  | 1 - 2       |
| Anderlecht       | 2 - 2 (2-4 dtr) | Häcken         | 1 - 0  | 1 - 2 (dts) |
| Sheriff Tiraspol | 2 - 7           | Utrecht        | 1 - 3  | 1 - 4       |
| Midtjylland      | 3 - 2           | Hibernian      | 1 - 1  | 2 - 1 (dts) |
| Beşiktaş         | 2 - 6           | Šachtar        | 2 - 4  | 0 - 2       |

#### Terzo turno di qualificazione
Le squadre eliminate vengono trasferite agli spareggi della UEFA Conference League.
| Squadra 1        | Totale          | Squadra 2        | Andata   | Ritorno     |
| Campioni         | Campioni        | Campioni         | Campioni | Campioni    |
| ---------------- | --------------- | ---------------- | -------- | ----------- |
| Lincoln Red Imps | 1 - 1 (6-5 dtr) | Noah             | 1 - 1    | 0 - 0 (dts) |
| Rijeka           | 4 - 3           | Shelbourne       | 1 - 2    | 3 - 1       |
| RFS Riga         | 1 - 3           | KuPS             | 1 - 2    | 0 - 1       |
| Ħamrun Spartans  | 2 - 5           | Maccabi Tel Aviv | 1 - 2    | 1 - 3       |
| Zrinjski Mostar  | 3 - 2           | Breiðablik       | 1 - 1    | 2 - 1       |
| FCSB             | 6 - 3           | Drita            | 3 - 2    | 3 - 1       |
| Piazzate         |                 |                  |          |             |
| AEK Larnaca      | 5 - 3           | Legia Varsavia   | 4 - 1    | 1 - 2       |
| Fredrikstad      | 1 - 5           | Midtjylland      | 1 - 3    | 0 - 2       |
| CFR Cluj         | 1 - 4           | Braga            | 1 - 2    | 0 - 2       |
| PAOK             | 1 - 0           | Wolfsberger      | 0 - 0    | 1 - 0 (dts) |
| Servette         | 2 - 5           | Utrecht          | 1 - 3    | 1 - 2       |
| Häcken           | 1 - 2           | Brann            | 0 - 2    | 1 - 0       |
| Panathīnaïkos    | 0 - 0 (4-3 dtr) | Šachtar          | 0 - 0    | 0 - 0 (dts) |

#### Spareggi
Le squadre eliminate negli spareggi accederanno alla fase campionato della UEFA Conference League.
| Squadra 1         | Totale | Squadra 2     | Andata | Ritorno |
| ----------------- | ------ | ------------- | ------ | ------- |
| Maccabi Tel Aviv  | -      | Dinamo Kiev   | -      | -       |
| Škendija          | -      | Ludogorec     | -      | -       |
| Slovan Bratislava | -      | Young Boys    | -      | -       |
| Malmö FF          | -      | Sigma Olomouc | -      | -       |
| Panathīnaïkos     | -      | Samsunspor    | -      | -       |
| Aberdeen          | -      | FCSB          | -      | -       |
| Lech Poznań       | -      | Genk          | -      | -       |
| Midtjylland       | -      | KuPS          | -      | -       |
| Lincoln Red Imps  | -      | Braga         | -      | -       |
| Zrinjski Mostar   | -      | Utrecht       | -      | -       |
| Brann             | -      | AEK Larnaca   | -      | -       |
| Rijeka            | -      | PAOK          | -      | -       |